# ۲۵۷ (پیش از میلاد)
۲۵۷ (پیش از میلاد) ۲۵۷مین سال قبل از تقویم میلادی است.